# Клевер люпиновый
Клевер люпиновый, или Клевер пятилистный (лат. Trifolium lupinaster), — многолетнее травянистое растение семейства Бобовые (Fabaceae).

## Ботаническое описание

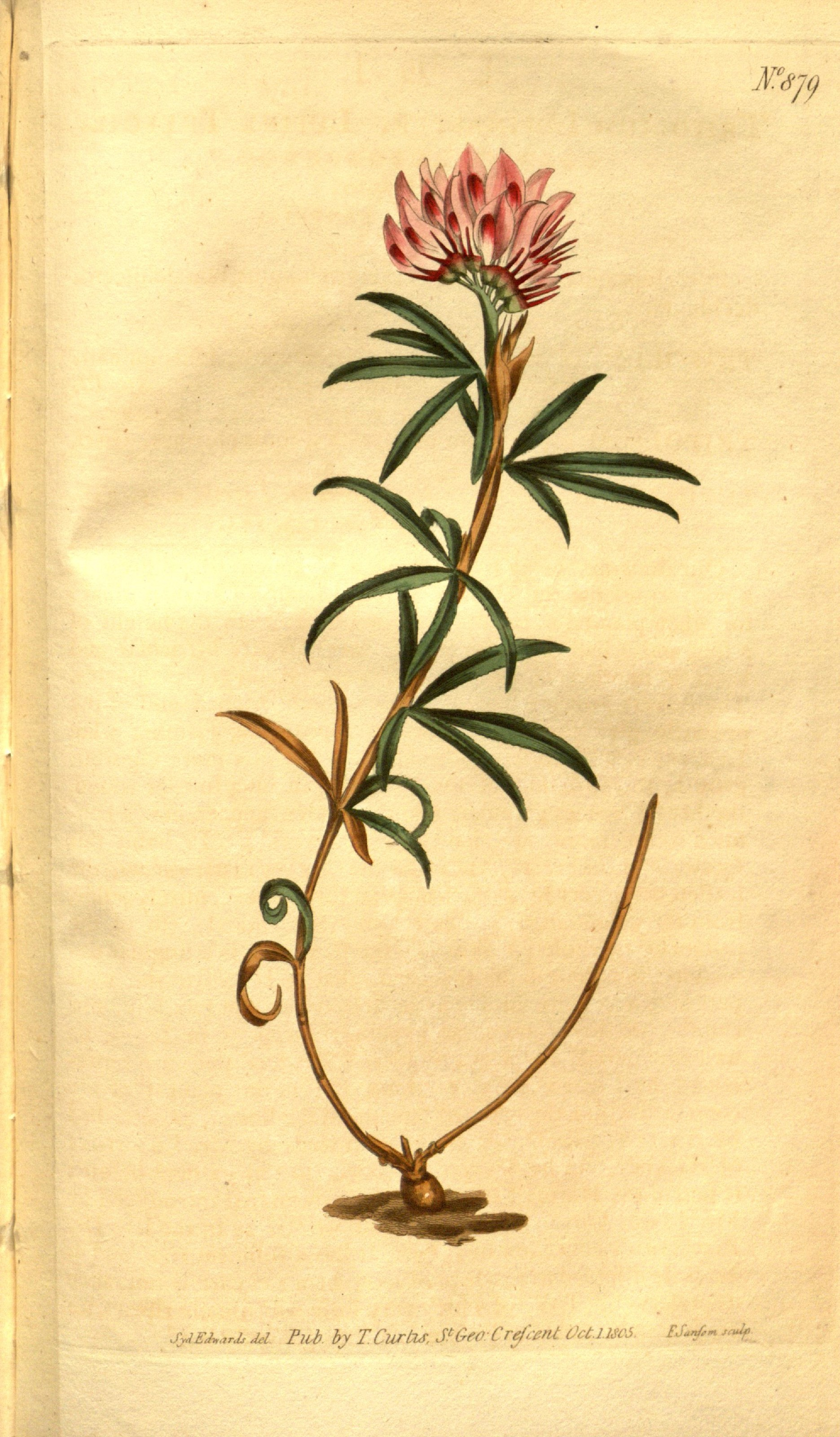
Ботаническая иллюстрация

Имеет ветвистые, веретенообразные утолщенные корни. Стебли простые или ветвистые, прямостоячие, 20—50 см высотой, гладкие или лишь в верхней части слегка пушистые. Листья пятерные, листочки ланцетовидные. Цветки лилово-пурпурные, розовые или белые, собранные в однобокую зонтиковую головку.

## Распространение и экология
Произрастает на сухих и умеренно влажных лугах различных типов, на луговых степях, по опушкам лесов, в разреженных светло хвойных и мелколиственных лесах, в пределах лесной и степной зоны. Зимостоек, выдерживает холодные и малоснежные зимы, нетребователен к почве.
Распространён в Восточной Европе, Средней Азии (север), Сибири, на Дальнем Востоке. Распространён по всему Горному Алтаю.

## Химический состав
В надземной части клевера пятилистного установлены флавоноиды и витамины — C, P, каротин. В листьях, собранных на Курайском хребте, обнаружены 127 мг% аскорбиновой кислоты, 4,7 мг% каротина и 1440 мг% витамина P, 22,81 % белка.
| Фаза           | От абсолютного сухого вещества в % | От абсолютного сухого вещества в % | От абсолютного сухого вещества в % | От абсолютного сухого вещества в % | От абсолютного сухого вещества в % | Источник и район                  |
| Фаза           | золы                               | протеина                           | жира                               | клетчатки                          | БЭВ                                | Источник и район                  |
| -------------- | ---------------------------------- | ---------------------------------- | ---------------------------------- | ---------------------------------- | ---------------------------------- | --------------------------------- |
| Цветение       | 5,5                                | 12,2                               | 4,2                                | 38,7                               | 39,4                               | Саверкин, Дальний Восток          |
| —              | 7,6                                | 15,4                               | 1,8                                | 37,6                               | 37,6                               | Чукаев, 1912, Дальний Восток      |
| —              | 6,6                                | 12,9                               | —                                  | 41,3                               | —                                  | Саверкин, 1936, Дальний Восток    |
| После цветения | 8,0                                | 13,1                               | 3,5                                | 33,6                               | 41,8                               | Саверкин, 1936, Дальний Восток    |
| —              | 6,1                                | 13,4                               | 3,7                                | 36,0                               | 40,8                               | Чехов, 1935, Западная Сибирь      |
| Плодоношение   | 6,0                                | 8,4                                | 1,5                                | 42,2                               | 41,9                               | Бранке, 1935, Дальний Восток      |
| —              | 7,1                                | 13,3                               | 1,8                                | 35,9                               | 32,9                               | Попов и др., 1944, Дальний Восток |
| —              | 8,1                                | 18,2                               | 4,2                                | 27,4                               | 42,1                               | Павлов, 1947, Казахстан           |

Коэффициент переваримости взрослыми козами органических веществ 71, протеина 74, жира 71, клетчатки 58, БЭВ 78.

## Значение и применение
Хорошо или удовлетворительно поедается лошадьми, овцами, крупным рогатым скотом, пятнистым оленем, северным оленем (Rangifer tarandus), алтайским маралом (Cervus elaphus sibiricus Severtzow). Выносит выпас небольшой интенсивности. При интенсивном выпасе выпадает из травостоя. При раннем скашивании может дать второй укос.
Прекрасный медонос, даёт много нектара и пыльцы.

### Использование в медицине
Клевер люпиновый применяется в тибетской медицине при болезнях печени, желтухе и желчевыводящих путей.
В народной медицине Сибири и Дальнего Востока цветки и листья применяются при скрофулёзе (лимфатические узлы туберкулезного происхождения), золотухе, при простудных грудных заболеваниях, в виде отвара и настойки популярны при воспалительных гинекологических заболеваниях и при бесплодии, а также как общеукрепляющее и ранозаживляющее средство. В Восточном Забайкалье зелёные части растения считаются мочегонным и противозолотушным средством. В Горном Алтае варят траву на молоке и пьют отвар при нарывах в горле и бесплодии. Высушенную траву распаривают и прикладывают к горлу.